# JMTV
JMTV is de afkorting van Jiangmen Television. Dit is de regionale televisieomroep van de Guangdongse stadsdistrict Jiangmen. Deze omroep beheert vier televisiezenders. De vier zenders hebben als onderwerp: entertainment, openbaar, onderwijs en lifestyle. Op de televisiezenders wordt hoofdzakelijk Standaardmandarijn en lokale Kantonese dialecten gesproken, zoals Guangzhouhua en Siyihua.
Deze omroep omschrijft zich graag als "favoriete omroep van de jiaxiang der overzeese Chinezen", omdat Jiangmen een belangrijke jiaxiang vormt voor overzeese Chinezen. JMTV werd in 1987 opgericht. De zenders van de omroep zijn te ontvangen in Jiangmen.